# إيفان ويتفيلد
إيفان ويتفيلد (بالإنجليزية: Evan Whitfield) (23 يونيو 1977 في الولايات المتحدة - ) هو مدرب كرة قدم ولاعب كرة قدم أمريكي في مركز الدفاع، شارك في الألعاب الأولمبية الصيفية 2000. وشارك مع منتخب الولايات المتحدة تحت 23 سنة لكرة القدم. أما مع النوادي، فقد لعب مع ريال سالت ليك وشيكاغو فاير ونادي غينت.

## وصلات خارجية
- إيفان ويتفيلد على موقع الاتحاد الدولي (مؤرشف)  (الإنجليزية)
- إيفان ويتفيلد على موقع الدوري الأمريكي (الإنجليزية)
- إيفان ويتفيلد على موقع قاعدة بيانات كرة القدم.إي يو (الإنجليزية)
- إيفان ويتفيلد على موقع أوليمبيديا (الإنجليزية)